# 米兰达·哈特
米兰达·嘉芙蓮·哈特·戴克（Miranda Katharine Hart Dyke，演艺名作Miranda Hart，1972年12月14日—）是一位英格兰演员、作家、单口喜剧演员。她自写自演了英国广播公司情景喜剧《米兰达》,还出演了French and Saunders、Hyperdrive和自己的半自传体情景喜剧《米兰达·哈特的笑话工厂》于BBC廣播二台。2015年，她在喜劇特務片《麻辣賤諜》中演出。